# 811
811 (DCCCXI) je bilo navadno leto, ki se je po julijanskem koledarju začelo na sredo.

## Dogodki
- dokončna naselitev Slovanov med Dravo in Blatnim jezerom.

## Rojstva
- Bazilij I. Makedonec, bizantinski cesar († 886)

## Smrti
- Pipin Grbasti - prvorojenec Karla Velikega (* okoli 767)
- 30. november - Karel Mlajši, kralj Frankov (* 772)